# Wolfgang Klimesch
Wolfgang Klimesch (* 1948 in Bad Ischl) ist ein österreichischer Psychologe und emeritierter Professor für Physiologische bzw. Biologische Psychologie an der Universität Salzburg.

## Leben
1969 begann er das Studium der Fächer Psychologie und Soziologie an der Universität Salzburg, das er 1974 mit der Promotion abschloss. Sein Dissertationsthema war „Informationstheoretische Indikatoren der Intelligenz“. Im gleichen Jahr wurde er Assistent am Institut für Psychologie der Universität Salzburg, wo er sich 1982 mit dem Thema „Zur Psychologie der menschlichen Informationsverarbeitung“ habilitierte. Von April bis September 1983 hatte er die Vertretung einer C3-Professur am psychologischen Institut der Universität Erlangen inne. Es folgte ein Forschungsaufenthalt und eine Lehrtätigkeit an der University of California, Davis sowie weitere Forschungsaufenthalte in den USA. 
1985 wurde er Leiter der Abteilung für Physiologische Psychologie am Institut für Psychologie der Universität Salzburg, 1991 wurde zum außerordentlichen Universitätsprofessor ernannt. Von 1991 bis 1993 war er Vorstand des Instituts für Psychologie der Universität Salzburg. Mit seiner Forschungsgruppe Oscillations, Brain and Thinking untersuchte er vernetzte neuronale Strukturen und Prozesse von Wahrnehmung, Aufmerksamkeit und Gedächtnis.

## Forschungsschwerpunkte
Zu seinen Hauptforschungsgebieten gehören Elektroenzephalographie, Neurowissenschaften, Alpha-Wellen-Forschung, Audiologie und Kognition. Bei der Untersuchung von Fragen der Elektroenzephalographie verbindet er Kognitionspsychologie, Elektrophysiologie, Kommunikation, Spracherkennung und Entwicklungspsychologie. Seine neurowissenschaftliche Forschung ist multidisziplinär angelegt und umfasst auch Perspektiven der Rhythmus- und Phasensynchronisation. Seine Studien zum Arbeitsgedächtnis integrieren Themen aus Bereichen der kognitiven Psychologie mit Erkenntnissen zur Phasensynchronisation. 
Der gemeinsam mit Paul Sauseng und Simon Hanslmayr verfasste Beitrag über „EEG alpha oscillations: The Inhibition-Timing-Hypothesis“ (Brain Research Reviews, Volume 53, Issue 1, January 2007, Pages 63 – 88) war 2009 der weltweit meistzitierte Artikel in der Psychologie. Dabei wurde gezeigt, dass sich Gehirnaktivitäten in Alphawellen-Oszillationen äußern, die große Mengen an Neuronen synchron steuern. Das lang untersuchte Rätsel, wodurch eine endlose Ausbreitung von Aktivität im Cortex verhindert wird, wurde von ihm 2007 gelöst: Er entdeckte mit seinem Team, dass es Oszillationen mit spezifisch hemmenden Eigenschaften gibt, die nur in jenen Gehirnarealen neuronale Erregung zulassen, die für das Denken bzw. gesteuerte Aufmerksamkeit gerade benötigt werden.

## Ehrungen
- Ehrenmitglied der Deutschen Gesellschaft für Psychologie[1]
- 2022, 2023, 2024: Neuroscience in Austria: Leader Award[2]
- 2012: Internationaler Hauptpreis für Wissenschaft & Forschung[3]
- 2010: Wilhelm-Wundt-Medaille der Deutschen Gesellschaft für Psychologie
- 2009: Most citied paper award[4]
- 1995: Kulturfondpreis der Stadt Salzburg[5]

## Werke
Monographien
- Unser Gehirn und die Welt: Wer die Welt verstehen will, muss unser Gehirn verstehen. Springer-Verlag, Berlin 2023, ISBN 978-3-662-67634-9.
- Struktur und Aktivierung des Gedächtnisses: Das Vernetzungsmodell. Grundlagen und Elemente einer übergreifenden Theorie. Hans Huber Verlag, Bern 1988, ISBN 978-3-456-81705-7.
  - The Structure of Long-term Memory: A Connectivity Model of Semantic Processing.  Taylor & Francis Inc., Abingdon 1994, ISBN 978-0805813548.

Herausgeberwerke
- mit Christa Neuper: Event-Related Dynamics of Brain Oscillations. Elsevier Science, Amsterdam 2006.

Aufsätze
- Gert Pfurtscheller, Maciej Kaminski, Katarzyna J. Blinowska, Beate Rassler, Gerhard Schwarz, Wolfgang Klimesch: Respiration-entrained brain oscillations in healthy fMRI participants with high anxiety. In: Scientific Reports 13(1), 2023, 2380.
- Alpha-band oscillations, attention, and controlled access to stored information. In: Trends in cognitive sciences 16.12 (2012), S. 606–617.
- Wolfgang Klimesch, Paul Sauseng, Simon Hanslmayr: EEG alpha oscillations: the inhibition–timing hypothesis. In: Brain research reviews 53.1 (2007), S. 63–88.
- EEG-alpha rhythms and memory processes. In: International Journal of psychophysiology. 26.1-3 (1997), S. 319–340.